# Gunnar Nordahl
Gunnar Nordahl (19. říjen 1921, Hörnefors, Švédsko – 15. září 1995, Alghero, Itálie) byl švédský fotbalový útočník a později i trenér.
Je považován za jednoho z nejlepších hrotových útočníků v historii fotbalu a zaujímá 46. pozici ve speciálním žebříčku nejlepších fotbalistů 20. století vydané IFFHS. S 225 góly je také nejlepším zahraničním střelcem a celkově třetí v Italské lize a 221 góly je nejlepším střelcem v historii Milána.
Držel 66 let rekord v počtu gólů (35) v sezóně Italské lize (překonán 36 góly Higuaína v sezoně 2015/16). Také se stal pětkrát nejlepším střelcem Italské lize, což je rekord a také čtyřikrát ve Švédské lize. Spolu s Platinim je držitelem rekordu, kdy se stal nejlepším střelcem v Italské lize třikrát za sebou.

## Fotbalová kariéra

### Klubová

#### Ve Švédsku
Vyrůstal ve skromných podmínkách a spolu se svými bratry Bertilem a Knutem nastupoval za místní klub. Netrvalo dlouho a bylo jasné, že se z něj stane špičkový fotbalista. Za slávou se odstěhoval do průmyslového města Degerfors, kde odehrál za tři roky v nejvyšší lize 77 zápasů a vstřelil 58 branek. Pak jej koupil Norrköping, se kterým vyhrál čtyři tituly (1944/45, 1945/46, 1946/47, 1947/48) a zaznamenal 92 branek v 93 zápasech. V lednu 1949 se rozhodl že podepíše profesionální smlouvu s italským Milanem. Švédská fotbalová asociace se jej rozhodla vyloučit ze svých řad kvůli neloajálnímu chování, protože ve Švédsku platily tvrdé zákony, v jejichž rámci hráči museli hrát na čistě amatérské úrovni. Proto byl naoko zaměstnán jako hasič a navíc bral peníze od klubu. Jednalo se o velmi tvrdé a pochybné rozhodnutí, které znamenalo velkou ztrátu švédské reprezentaci. Stačí si uvědomit, že do té doby nastřílel 43 branek ve 33 zápasech.

#### V Itálii
První utkání za Rossoneri odehrál 27. ledna 1949 proti Pro Patrie (3:2) a hned vstřelil branku. Do konce sezony je vstřelil ještě 15 a obsadil s týmem 3. místo v lize. V následující sezoně vstřelil rekordních 35 branek z 37 zápasů a vyhrál tabulku střelců. Díky triu Gre-No-Li obsadil klub 2. místo. Titulu v lize se dočkal v sezoně 1950/51, ve které vstřelil 34 branek a opět se stal králem střelců. Další titul dosáhl v sezoně 1954/55 a další koruny střelců vyhrál ještě třikrát (1952/53, 1953/54, 1954/55). V barvách Rossoneri odehrál celkem 268 utkání a celkem vstřelil 221 branek, což nejvíce v historii klubu a nejhorší umístění v lize bylo 3. místo ve třech sezonách.
Po 8 sezonách u Rossoneri odešel v roce 1956 do Říma kde odehrál dvě sezony, kde vstřelil 15 branek. V druhé sezoně hrál jen ve čtyřech utkání a od 12. kola se stal jejím trenérem.

### Reprezentační
Za Švédskou reprezentaci odehrál první zápas ve 20 letech 28. června 1943 proti Dánsku (3:0), kde vstřelil i branku. Zahrál si na OH 1948, kde vstřelil sedm branek ze čtyř utkání a byl hlavním dílkem ke zlatým medailím. Celkem odehrál 33 utkání a vstřelil 43 branek.

## Po kariéře
Již od roku 1957 se stal trenérem a byl jím do roku 1980 když vedl celkem osm klubů, jenže žádný velký úspěch nezaznamenal. V roce 1995 zemřel na infarkt v Algheru na Sardinii.

## Statistiky

### Klubové
| Sezóna               | Klub                 | Liga                 | Liga   | Liga | Ligové poháry | Ligové poháry | Ligové poháry | Kontinentální poháry | Kontinentální poháry | Kontinentální poháry | Celkem | Celkem |
| Sezóna               | Klub                 | Soutěž               | Zápasy | Góly | Soutěž        | Zápasy        | Góly          | Soutěž               | Zápasy               | Góly                 | Zápasy | Góly   |
| -------------------- | -------------------- | -------------------- | ------ | ---- | ------------- | ------------- | ------------- | -------------------- | -------------------- | -------------------- | ------ | ------ |
| 1937/38              | Hörnefors            | 3. liga              | 14     | 20   | -             | 0             | 0             | -                    | 0                    | 0                    | 14     | 20     |
| 1938/39              | Hörnefors            | 3. liga              | 14     | 25   | -             | 0             | 0             | -                    | 0                    | 0                    | 14     | 25     |
| 1939/40              | Hörnefors            | 3. liga              | 13     | 23   | -             | 0             | 0             | -                    | 0                    | 0                    | 13     | 23     |
| Celkem za Hörnefors  | Celkem za Hörnefors  | Celkem za Hörnefors  | 41     | 68   | -             | 0             | 0             | -                    | 0                    | 0                    | 41     | 68     |
| 1940/41              | Degerfors            | Allsvenskan          | 17     | 15   | -             | 0             | 0             | -                    | 0                    | 0                    | 17     | 15     |
| 1941/42              | Degerfors            | Allsvenskan          | 21     | 13   | ŠP            | ?             | ?             | -                    | 0                    | 0                    | 21+    | 13+    |
| 1942/43              | Degerfors            | Allsvenskan          | 20     | 14   | ŠP            | ?             | ?             | -                    | 0                    | 0                    | 20+    | 14+    |
| 1943/44              | Degerfors            | Allsvenskan          | 19     | 14   | ŠP            | ?             | ?             | -                    | 0                    | 0                    | 19+    | 14+    |
| Celkem za Degerfors  | Celkem za Degerfors  | Celkem za Degerfors  | 77     | 56   | -             | ?             | ?             | -                    | 0                    | 0                    | 77+    | 56+    |
| 1944/45              | Norrköping           | Allsvenskan          | 22     | 27   | ŠP            | ?             | ?             | -                    | 0                    | 0                    | 22+    | 27+    |
| 1945/46              | Norrköping           | Allsvenskan          | 21     | 25   | ŠP            | ?             | ?             | -                    | 0                    | 0                    | 21+    | 25+    |
| 1946/47              | Norrköping           | Allsvenskan          | 20     | 17   | ŠP            | ?             | ?             | -                    | 0                    | 0                    | 20+    | 17+    |
| 1947/48              | Norrköping           | Allsvenskan          | 22     | 18   | ŠP            | ?             | ?             | -                    | 0                    | 0                    | 22+    | 18+    |
| 1948/49              | Norrköping           | Allsvenskan          | 10     | 6    | ŠP            | ?             | ?             | -                    | 0                    | 0                    | 10+    | 6+     |
| Celkem za Norrköping | Celkem za Norrköping | Celkem za Norrköping | 95     | 93   | -             | ?             | ?             | -                    | 0                    | 0                    | 95+    | 93+    |
| 1949                 | Milán                | Serie A              | 15     | 16   | -             | 0             | 0             | -                    | 0                    | 0                    | 15     | 16     |
| 1949/50              | Milán                | Serie A              | 37     | 35   | -             | 0             | 0             | -                    | 0                    | 0                    | 37     | 35     |
| 1950/51              | Milán                | Serie A              | 37     | 34   | -             | 0             | 0             | LP                   | 2                    | 4                    | 39     | 38     |
| 1951/52              | Milán                | Serie A              | 38     | 26   | -             | 0             | 0             | -                    | 0                    | 0                    | 38     | 26     |
| 1952/53              | Milán                | Serie A              | 32     | 26   | -             | 0             | 0             | LP                   | 2                    | 2                    | 34     | 28     |
| 1953/54              | Milán                | Serie A              | 33     | 23   | -             | 0             | 0             | -                    | 0                    | 0                    | 33     | 23     |
| 1954/55              | Milán                | Serie A              | 33     | 27   | -             | 0             | 0             | LP                   | 2                    | 1                    | 35     | 28     |
| 1955/56              | Milán                | Serie A              | 32     | 23   | -             | 0             | 0             | PMEZ+LP              | 5+0                  | 4                    | 37     | 27     |
| Celkem za Milán      | Celkem za Milán      | Celkem za Milán      | 257    | 210  | -             | 0             | 0             | -                    | 11                   | 11                   | 268    | 221    |
| 1956/57              | Řím                  | Serie A              | 30     | 13   | -             | 0             | 0             | -                    | 0                    | 0                    | 30     | 13     |
| 1957/58              | Řím                  | Serie A              | 4      | 2    | -             | 0             | 0             | -                    | 0                    | 0                    | 4      | 2      |
| Celkem za Řím        | Celkem za Řím        | Celkem za Řím        | 34     | 15   | -             | 0             | 0             | -                    | 0                    | 0                    | 34     | 15     |
| 1959                 | Karlstad             | 2. liga              | 2      | 1    | -             | 0             | 0             | -                    | 0                    | 0                    | 2      | 1      |
| 1960                 | Karlstad             | 2. liga              | 22     | 10   | -             | 0             | 0             | -                    | 0                    | 0                    | 22     | 10     |
| Celkem za Karlstad   | Celkem za Karlstad   | Celkem za Karlstad   | 24     | 11   | -             | 0             | 0             | -                    | 0                    | 0                    | 24     | 11     |
| Celkově              | Celkově              | Celkově              | 528    | 453  | -             | ?             | ?             | -                    | 11                   | 11                   | 539+   | 464+   |

### Reprezentační

#### Statistika na velkých turnajích
| Reprezentace | Rok     | Zápasy       | Zápasy | Zápasy      | Zápasy           | Zápasy           | Zápasy   |
| Reprezentace | Rok     | Fáze turnaje | Datum  | Soupeř      | Odehraných minut | Vstřelené branky | Výsledek |
| ------------ | ------- | ------------ | ------ | ----------- | ---------------- | ---------------- | -------- |
| Švédsko      | OH 1948 | 1. kolo      | 2. 8.  | Rakousko    | 90               | 2                | 3:0      |
| Švédsko      | OH 1948 | Čtvrtfinále  | 5. 8.  | Jižní Korea | 90               | 4                | 12:0     |
| Švédsko      | OH 1948 | Semifinále   | 10. 8. | Dánsko      | 90               | 0                | 4:2      |
| Švédsko      | OH 1948 | Finále       | 13. 8. | Jugoslávie  | 90               | 1                | 3:1      |

## Úspěchy

### Klubové

#### Národní
- vítěz švédské ligy (4x)

Norrköping: 1944/45, 1945/46, 1946/47, 1947/48
- vítěz italské ligy (2x)

Milán: 1950/51, 1954/55
- vítěz švédského poháru (1x)

Norrköping: 1945

#### Kontinentální
- vítěz latinského poháru (2x)

Milán: 1951, 1956

### Reprezentační
- 1× na OH (1948 – zlato)

### Individuální
- 1× švédský fotbalista roku (1947)[8]
- 4× nejlepší střelec švédské ligy (1942/43 (16 branek), 1944/45 (27), 1945/46 (25), 1947/48 (18)
- 5x nejlepší střelec italské ligy  (1949/50 (35 branek), 1950/51 (34), 1952/53 (26), 1953/54 (23), 1954/55 (27)
- 1× nejlepší střelec na OH (1948 (7 branek)